# 梅小路公園
34°59′11.5″N 135°44′44.0″E / 34.986528°N 135.745556°E

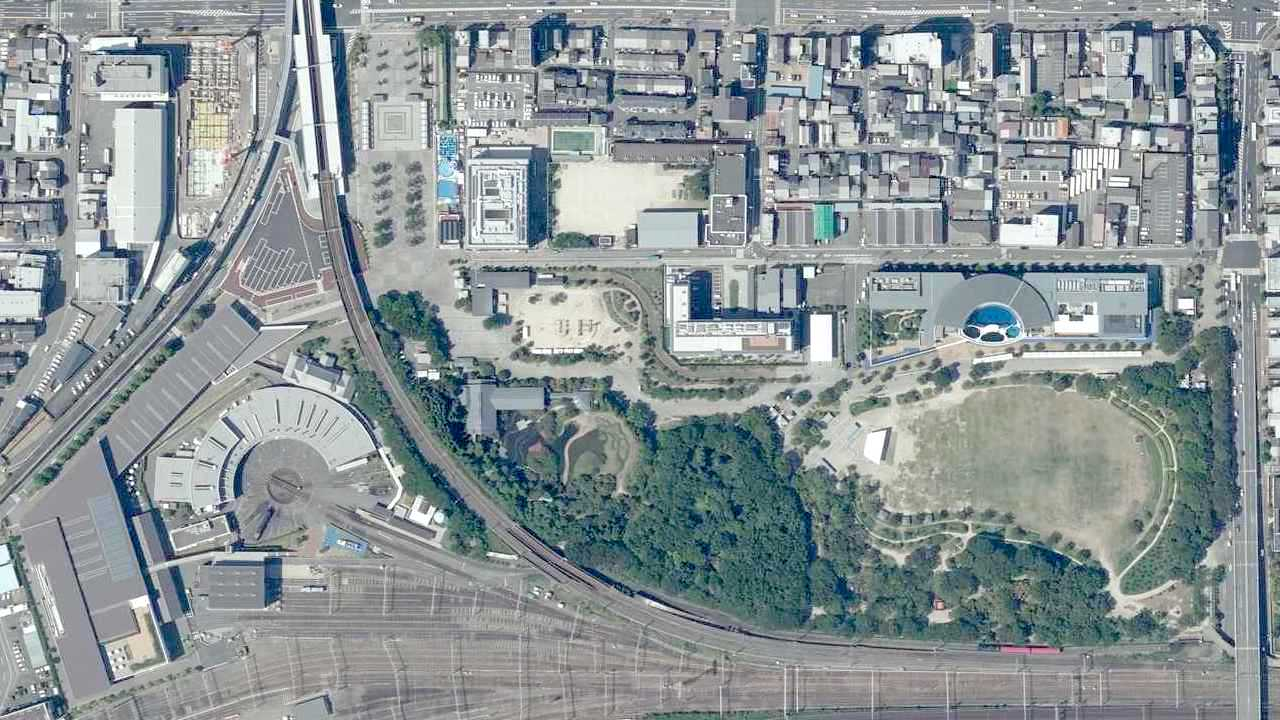
2020

梅小路公園（日语：／ Umekōji kōen）是一座位於京都府京都市下京區的公園，所有者為京都市政府，委託京都市都市綠化協會代為管理。公園南部有平清盛的邸宅西八條第。京都鐵道博物館（原 梅小路蒸汽火車博物館和京都水族館皆位於梅小路公園內。

## 外部連結
- 梅小路公園 | 京都市都市緑化協会 （页面存档备份，存于）
- 梅小路公園再整備／京都市 （页面存档备份，存于）